# Davis (Oklahoma)
Davis è un comune degli Stati Uniti d'America, situato in Oklahoma, nella contea di Murray e in parte nella contea di Garvin.